# Victor Brooke
Pour les articles homonymes, voir Brooke.
 (août 2022).
Si vous disposez d'ouvrages ou d'articles de référence ou si vous connaissez des sites web de qualité traitant du thème abordé ici, merci de compléter l'article en donnant les références utiles à sa vérifiabilité et en les liant à la section « Notes et références ».
Victor Brooke, troisième baronnet, est un naturaliste britannique, né le 5 janvier 1843 et mort le 27 novembre 1891 d'une pneumonie.

## Biographie
Chasseur passionné, en particulier pour le gros gibier, il s’intéresse pour cette raison à l’histoire naturelle. Il voyage beaucoup et ruine peu à peu la fortune familiale.
Philip Lutley Sclater (1829-1913) et Michael Rogers Oldfield Thomas (1858-1929) font paraître de 1894 à 1900, les quatre volumes de The Book of Antelopes. Les planches avaient été réalisées pour le compte de Victor Brooke, mais sa mort prématurée, des suites d'un accident de chasse, avait arrêté ce projet.
Ses souvenirs de chasse sont édités post mortem : "Sir Victor Brooke: sportsman and naturalist" en 1896.